# 佐久間治
佐久間 治（さくま おさむ、1949年 - 2018年11月24日）は、日本の英語教育者。

## 略歴
東京都生まれ。サンフランシスコ州立大学を経て、早稲田大学教育学部英語英文科卒。旺文社「ラジオ講座」講師、河合塾講師を勤め、ラジオ短波「合格ラジオ」講師を務めるかたわら、NHKラジオ「英会話」テキストに連載。

## 編著書
- 『イラストによるスーパー英単語』編著 池田書店 1979
- 『超頻出!入試出題者が狙う英語問題237の盲点』三笠書房(大学受験文庫)1990
- 『英語の不思議再発見』1996 ちくま新書
- 『佐久間治のニュースdeイングリッシュ 入試によく出る時事英語』旺文社インタラクティブ (螢雪ライブシリーズ)1998
- 『英語に強くなる多義語二〇〇』1998 (ちくま新書)
- 『英語に効くクスリ 最後に笑う英会話』日本経済新聞社 1998
- 『時事英語蛍雪ジュニア・タイムズ 1998.4-1999.3』編 旺文社(蛍雪ライブシリーズ)1999
- 『英単語スペリング攻略法』1999 (ちくま新書)
- 『時事英語螢雪ジュニア・タイムズ v.2(1999.4-2000.3)』編 旺文社 2000
- 『センター英単語ソク110番 センター試験完全攻略』赤塚不二夫イラスト ゼスト 2000
- 『センター英熟語ソク110番 センター試験完全攻略』赤塚不二夫 イラスト ゼスト 2000
- 『英語の語源のはなし 楽しみながらボキャブラリーが増える』研究社出版 2001
- 『あの手この手のボキャブラリー増強法』研究社 2002
- 『ビジネスでよく使う難単語555』研究社 2002
- 『英単語力強化!道場』宝島社 2003
- 『英文法のカラクリがわかる』研究社 2005
- 『くせもの英単語帳』鈴木ともこイラスト 小学館 2006
- 『リズムと語源でスラスラ覚える英単語』研究社 2007
- 『ウソのようなホントの英文法』研究社 2009
- 『ネイティブが使う英語・避ける英語』研究社 2013